# Mike Stoller
Mike Stoller, född 13 mars 1933 på Long Island i New York, är en amerikansk kompositör och musiker (piano). Han ingick tillsammans med Jerry Leiber i låtskrivarduon Leiber–Stoller.

## Filmmusik
- 1959 – Am Tag, als der Regen kam
- 2001 – Smokey Joe's Café: The Songs of Leiber & Stoller

## Filmografi roller
- 1957 – Jailhouse Rock – pianisten vid skivinspelningen